# 完顏斡忽
完顏斡忽（?—?），为金朝宗室，金太祖阿骨打的儿子。

## 生平
天会十五年（1137年），金熙宗大封宗室，封完颜斡忽为鄴王。

## 母亲
娘子獨奴可，娘子为位号。

## 資料
- 《金史》卷六十九 列传第七 太祖诸子

1. ↑  《金史》卷69：太祖圣穆皇后生景宣帝、丰王乌烈、赵王宗杰。光懿皇后生辽王宗干。钦宪皇后生宋王宗望、陈王宗隽、渖王讹鲁。宣献皇后生睿宗、豳王讹鲁朵。元妃乌古论氏生梁王宗弼、卫王宗强、蜀王宗敏。崇妃萧氏生纪王习泥烈、息王宁吉、莒王燕孙。娘子独奴可生鄴王斡忽。